# 노키아 E71

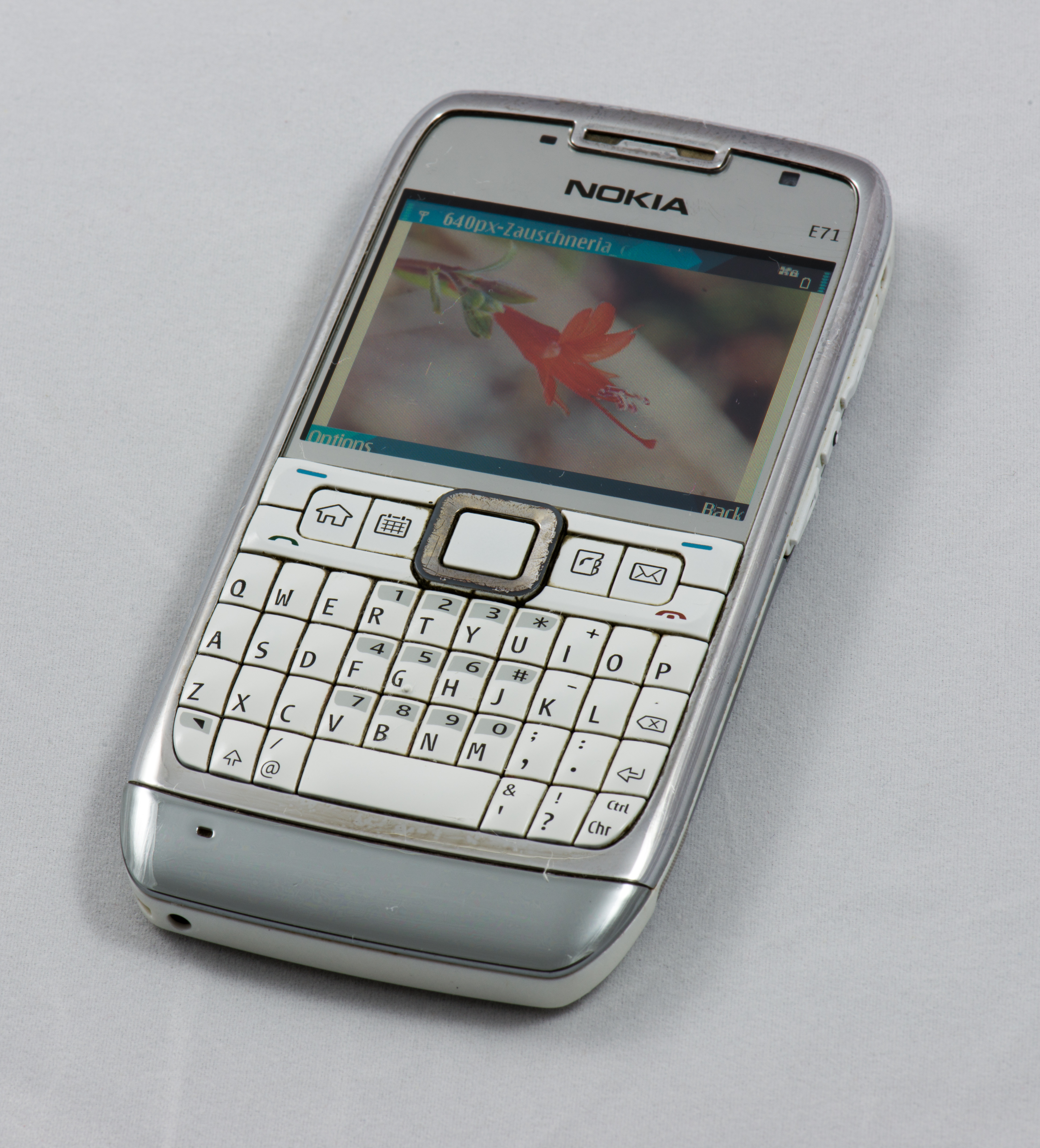
노키아 E71

노키아 E71은 전 세계 비즈니스 사용자를 대상으로 QWERTY 자판을 갖춘 E시리즈 제품군에서 2008년 5월에 출시된 스마트폰이다. 이 제품은 Series 60 3rd Edition, 2세대 기능 팩 1이 포함된 Symbian OS v9.2에서 실행된다. 노키아 E71은 노키아 E61/61i 모델을 계승하여 기본 디자인과 폼 팩터를 기반으로 구축되었지만 기능 세트가 향상되었다.
노키아 E71은 호평을 받았으며 높은 인기를 얻었으며 종종 노키아 최고의 장치 중 하나로 간주되었다. 2009년에는 노키아 E72로 대체되었다.

## 같이 보기
- 노키아 E시리즈